# Drame en trois actes
Pour les articles homonymes, voir Drame en trois actes (homonymie).
Drame en trois actes (titre original : Three Act Tragedy) est un roman policier d'Agatha Christie publié en 1934 aux États-Unis sous le titre Murder in Three Acts, et mettant en scène Hercule Poirot, accompagné de Mr Satterthwaite. Il est publié en janvier de l'année suivante au Royaume-Uni sous le titre original, et quinze ans plus tard, en 1949, en France.

## Résumé
Sir Charles Cartwright, célèbre acteur, invite du monde, ce jour-là... Étrange, tout de même, ce décès subit du Révérend Babbington, au moment où il vient de tremper les lèvres dans un cocktail... Rien pourtant ne permet de conclure à un meurtre, d'autant plus que le bon pasteur ne semblait pas avoir un ennemi au monde. Hercule Poirot ne commencera à froncer les sourcils qu'après un deuxième décès, dans des circonstances similaires, lors d'un autre repas : celui d'un médecin, Sir Bartholomew Strange, présent lors du premier dîner. Il faudra une troisième disparition pour que le détective commence à deviner un truquage cyniquement organisé pour détourner l'attention des enquêteurs.

## Personnages
- Hercule Poirot: détective.
- Révérend Babbington: curé de Loomouth, 1re victime.
- Margaret Babbington: épouse du révérend.
- Sir Charles Cartwright: célèbre acteur.
- Inspecteur Crossfiel de la police du comté.
- Cynthia Dacres: propriétaire d'une maison de couture.
- Capitaine Freddie Dacres: époux de Cynthia.
- Colonel Johnson: délégué syndical de la police du comté.
- Lady Mary Lytton Gore: dame déchue.
- Hermione Lytton Gore: fille de Lady Mary, surnommée Egg ou pomme dans la traduction française.
- Oliver Manders: l'ami d'Hermione.
- Violet Milray: secrétaire de Sir Charles
- Satter: ami de Sir Charles
- Sir Bartolomew Strange: célèbre médecin, 2e victime
- Angela Sutcliff: actrice
- Muriel Wills (Anthony Astor): dramaturge

## Élaboration du roman

### Écriture
Le roman étant agencé comme une pièce de théâtre, sans être à proprement parler du théâtre (puisqu'il y a prédominance de narration), Agatha Christie s'amusa à le faire précéder d'une page de « crédits » :
- Mise en scène : Sir Charles Cartwright
- Assistants : Mr Satterthwaite, Miss Hermione Lytton Gore
- Costumes : Ambrosine Ltd.
- Éclairages : Hercule Poirot

De plus, le roman est divisé en trois « actes » comme une vraie pièce de théâtre portant chacun un nom: Acte I : Soupçons, Acte II : Certitude, Acte III : Découverte. Chaque chapitre peut faire penser à une scène car les personnages entrent et sortent comme sur une scène. Ensuite, l'un des principaux suspects est une femme, auteur de pièces de théâtre, et le personnage principal est un ancien comédien qui de temps à autre aime bien se mettre dans la peau de plusieurs rôles : détective, marin, homme au cœur brisé, etc. alors qu'il est à la retraite. Ajoutons que Poirot découvre la vérité en pensant à un mot du vocabulaire du théâtre. Enfin, le dernier chapitre du dernier acte s'intitule « Rideau », l'assassin exécutant une sortie de scène propre au théâtre.